# Tổng giáo phận Barcelona
Tổng giáo phận Công giáo La Mã Barcelona là một tổng giám mục Công giáo theo nghi thức La Mã ở vùng đông bắc Tây Ban Nha của vùng Catalonia.
Trụ sở mục vụ của tổng giáo phận là Catedral Basílica Metropolitana de la Santa Creu i Santa Eulàlia, Barcelona. Tổng giám mục có thêm chín cơ sở nhỏ:...
Tổng giám mục hiện tại của Barcelona là Juan José Omella Omella, được Đức Giáo hoàng Phanxicô bổ nhiệm vào ngày 6 tháng 11 năm 2015